# Куторга, Степан Семёнович
Степан Семёнович Ку́торга (1805—1861) — русский зоолог и минералог; профессор Императорского Санкт-Петербургского университета (с 1837). Действительный статский советник (с 1856).

## Биография
Родился 12 (24) февраля 1805 года в Мстиславле Могилевской губернии. Родители его были не богаты, но дали своим сыновьям, Степану и Михаилу, хорошее образование. Первоначальное воспитание получил дома, под руководством своего отца, Семёна Мартыновича Куторги (?—1817), который с 1813 года служил в Санкт-Петербурге. С 1818 года он в качестве вольноприходящего посещал Петербургскую губернскую гимназию. В 1820 году, когда был учреждён Учительский институт среди 30 казеннокоштных воспитанников, значился и С. С. Куторга. После закрытия учительского института продолжил обучение в 3-й Петербургской гимназии, после окончания которой в январе 1827 года поступил на физико-математический факультет Санкт-Петербургского университета. Однако вскоре, на основании Высочайшего повеления об избрании в университетах Петербургском, Московском, Казанском, Виленском и Харьковском 20 молодых людей, чтобы, отправить их в Профессорский институт при Дерптском университете. Степан вместе с братом попал в число избранных, и с июля 1828 года учился в Дерпте, где предметом своих занятий избрал сначала зоологию, но, с целью основательного знания анатомии и физиологии, стал заниматься медициной и в 1832 году получил степень доктора медицины за работу «De organis vocis psittaci erytaci». По просьбе профессора Ратке Куторга был включён в его экспедицию в Крым, куда они отправились через Петербург и Москву в декабре 1832 года и возвратились в Дерпт летом 1833 года.
Осенью 1833 года С. С. Куторга занял кафедру зоологии в Петербургском университете и оставался на ней до самой смерти; сверх того он с 1848 года преподавал минералогию и геологию в Главном педагогическом институте до его закрытия. В 1835 году он был утверждён в звании экстраординарного, а в 1837 году — в звании ординарного профессора. В 1835 году был назначен цензором Петербургского цензурного комитета и состоял в этой должности до 1848 года.
С. С. Куторга стал одним из первых и лучших популяризаторов естественно-исторических знаний; его статьи в «Библиотеке для чтения» и «Журнале министерства народного просвещения» знакомили со многими животрепещущими вопросами естественных наук. У студентов, стекавшихся на его лекции со всех факультетов, он старался возбудить интерес и любовь к предмету и обратить их к самостоятельному труду.
Учёная деятельность С. С. Куторги была довольно разнообразна, хотя по значению она уступает его преподавательской деятельности. В первый период его научной деятельности появились труды по зоологии: «Scolopendrae morsitantis anatome» (СПб., 1834); «Естественная история наливочных животных», впоследствии переведенная на немецкий яз.; «Einige Worte gegen die Theorie der stufenweisen Enstehung der Organismen»; «Zur Naturgeschichte der Phoca communis» и «Zwei Beobachtungen der Knochenbrüche bei den Heerschnepfen» (все в 1839 году); «Описание нескольких новых видов окаменелостей из долины Салгира» (1834); «Beiträge zur Geognosie und Paleontologie Dorpats und seiner Umgebungen» (1835 и 1837); «Beitrag zur Kenntnis der organischen Überreste der Kupfersandsteines am Westlichen Abhange des Urals» (1838). В 1840-х годах Куторга обратился к палеонтологии и геологии: «Beiträge zur Paleontologie Rußlands» (1842—1846); «Neues Orthisarten» (1843); «Über die Siphonotreten» (1850); «Geogn. Beobachtungen in südl. Finland» (1851) и др. Самым крупным трудом С. С. Куторги стала изданная им в 1852 году 10-вёрстная геологическая карта Петербургской губернии — результат многолетних исследований, отмеченный Демидовской премией и Золотой Константиновской медалью. С 1842 года был директором Санкт-Петербургского минералогического общества.
Много популярных сочинений им было напечатано в «Библиотеке для Чтения» в 1845—1860 годах: «О системе Лафатера и Галля», «Нога и рука человека», «Геологический очерк дороги к водопаду Иматра», «Общий закон появления, существования и исчезания организмов» и много других.
Умер 26 апреля (8 мая) 1861 года и был похоронен на Смоленском православном кладбище.

## Семья
Был женат на дочери учителя Каролине Богдановне (Борисовне) Дитлер. У них родились: 14.09.1838 — Ольга, 15.09.1839 — Людмила, 19.05.1841 — Надежда, 06.01.1843 — Вячеслав, 11.06.1844 — Владимир, 23.12.1845 — Вадим, 17.03.1847 — Александра.
Второй раз женился 26 января 1849 года, на дочери действительного статского советника И. Р. Дрейлинга, Валерии Ивановне (28.04.1828—21.04.1850).
В 1852 году, 29 июля, его женой стала дочь служащего Сиротского института Екатерина Александровна Шкотте, с которой он имел ещё четверых детей: Михаила (08.04.1853—09.04.1905), Вячеслава (1854—1884), Людмилу (27.09.1856—?) и Ольгу (10.12.1858—?).

## Память
В честь учёного названы ископаемые организмы и растения:
- Kutorgoceras Balashov, 1962 — класс головоногих моллюсков,  средний ордовик Сибири
- Kutorgina Billings, 1861 — класс беззамковых брахиопод, нижний кембрий Канады
- Kutorginella, Ivanova, 1951 — класс замковых брахиопод, верхний карбон Подмосковья
- Polypora kutorgae Stuckenberg, 1895 — тип мшанок, верхний карбон Тимана
- Cheilanthites kutorgae Fisher de Waldheim, 1840 — отдел папоротниковидных растений, пермь Южного Приуралья
- Araucarites kutorgae Mercklin, 1855 — отдел голосеменных растений, пермь Южного Приуралья